# Anoplodactylus californicus
Anoplodactylus californicus is een zeespin uit de familie Phoxichilidiidae. De soort behoort tot het geslacht Anoplodactylus. Anoplodactylus californicus werd in 1912 voor het eerst wetenschappelijk beschreven door Hall. 